# Тёрнер, Стэнсфилд
Стэнсфилд Тёрнер (англ. Stansfield M. Turner; 1 декабря 1923 — 18 января 2018) — американский военный и государственный деятель, адмирал в отставке, Директор Центральной разведки США (1977—1981).

## Биография
Родился в Хайленд-Парке, в 1941—1943 годах учился в Амхерстском колледже (Массачусетс), в 1946 году окончил Военно-морскую академию США. В течение года служил на флоте, затем получил стипендию Родса для обучения в Эксетер-колледже Оксфордского университета в Англии, где в 1950 году получил степень бакалавра, а в 1954 году — магистра искусств.
В дальнейшем находился на различных должностях в ВМС США: командовал минным тральщиком, эсминцем и ракетным эсминцем, работал в управлении начальника военно-морских операций, был помощником министра обороны по системному анализу, помощником и консультантом военно-морского министра.
В 1970 году окончил бизнес-школу Гарвардского университета. Командовал тактической группой авианосцев.
В 1971—1972 годах — директор управления системного анализа ВМС США. В 1972—1974 годах — президент Военно-морского колледжа Соединенных Штатов. С 1974 года — командующий 2-м американским флотом и ударным флотом НАТО в Атлантическом океане.
С сентября 1975 года — главнокомандующий объединенными вооруженными силами НАТО в Южной Европе. Адмирал (1975).
8 февраля 1977 года назначен президентом Д. Картером директором Центральной разведки и главой Центрального разведывательного управления, 24 февраля утвержден Сенатом, 9 марта вступил в должность. Возглавлял ЦРУ до 20 января 1981 года. Руководя ЦРУ, Тернер некоторое время оставался на действительной военной службе. Однако 31 декабря 1978 года он уволился из ВМС.
После ухода из ЦРУ занимался литературной деятельностью, выступал с лекциями, на телевидении, был членом совета директоров Monsanto Company. Вышел на пенсию с должности старшего научного сотрудника Школы публичной политики Университета штата Мэриленд.
Автор книги «Секретность и демократия» («Secrecy and Democracy», 1985).
В фильме «Война Чарли Уилсона» 2008 года режиссёра Майка Николса Тёрнера упоминает один из персонажей — Густ Авракотос, роль которого исполняет Филип Сеймур Хоффман, номинировавшийся на «Оскара» за эту роль. В картине «Операция „Арго“» 2012 года в образ Тёрнера перевоплотился Филип Бейкер Холл.
Скончался 18 января 2018 года.